# Stenopsyche chinensis
Stenopsyche chinensis är en nattsländeart som beskrevs av Hwang 1957. Stenopsyche chinensis ingår i släktet Stenopsyche och familjen Stenopsychidae. Inga underarter finns listade i Catalogue of Life.